# Marco Giunio Silano (console 15)
Marco Giunio Silano (in latino Marcus Iunius Silanus; 26 a.C. – 37) è stato un politico e militare romano.

## Origini familiari
Silano era nipote di Marco Giunio Silano, console nel 25 a.C., e figlio di un Gaio Giunio Silano; aveva due fratelli e una sorella: Decimo Giunio Silano, Gaio Giunio Silano, console nel 10, e Giunia Torquata. Il fratello Decimo era un senatore condannato all'esilio durante il regno di Augusto per una relazione con Vipsania Giulia, nipote dell'imperatore, e fu il padre adottivo di Decimo Giunio Silano Getulico. Il fratello Gaio era invece padre di Appio Giunio Silano, console nel 28, marito di Domizia Lepida. Marco ebbe una figlia, Giunia Claudia, che fu la prima moglie di Gaio Cesare "Caligola".

## Biografia
Gli storici antichi considerano Silano un uomo molto rispettabile. Nel 15, durante il principato di Tiberio, venne nominato console suffectus. Il secondo imperatore lo teneva molto in considerazione, infatti se qualcuno criticava una decisione giuridica di Silano, Tiberio la respingeva sempre. Inoltre Silano aveva l'onore di votare per primo in Senato e riuscì, grazie alla sua influenza sull'imperatore, a far tornare il fratello Decimo dall'esilio.
Nel 33 la figlia Claudia sposò Caligola. Lei morì nel 36 o all'inizio dell'anno successivo, ma Silano continuò a trattare Caligola come se fosse suo figlio. Alla fine del 37, però, Caligola lo fece giustiziare per ragioni poco chiare. Svetonio dice che fu a causa di un complotto mentre altri dicono che semplicemente lo infastidiva.